# Tephrosia sylviae
Tephrosia sylviae är en ärtväxtart som beskrevs av Jean Berhaut. Tephrosia sylviae ingår i släktet Tephrosia och familjen ärtväxter. Inga underarter finns listade i Catalogue of Life.